# Palazzo Geppi Naldini
Il Palazzo Geppi Naldini è un palazzo in stile settecentesco che sorge a Prato in piazza San Francesco, sul lato opposto dell'omonima chiesa.

## Storia
Palazzo Naldini fu di proprietà dei Cortesi, poi dei Buonamici e fu finalmente acquistato da Pietro Geppi, che lo rimodernò in stile neoclassico.
L'aspetto attuale dello stabile si deve al progetto commissionato da Pietro Geppi nel 1787. Tuttavia, sull'area già nel 1512, quando Palazzo Pretorio ebbe un cedimento, il podestà e la corte qui vi vennero temporaneamente a risiedere, quando era di proprietà di Bartolomeo Cortesi. In questa zona esistevano un palazzo dei Cortesi, e un'antica proprietà dei Bardi. L'ultimo ramo dei Cortesi lasciò il palazzo alla moglie Francesca Vivorati, sorella di Lucrezia, moglie di Gino di Vito Buonamici. Francesca lo lasciò in eredità ai Buonamici. Successivamente il cav. Francesco Buonamici lo vendette al cav. Pietro Geppi nel 1787, che a sua volta lo cedette ai Naldini (nella prima metà dell'800) e ancora ai Martelli.

## Descrizione
Dal punto di vista artistico sono da segnalare la ringhiera del terrazzino del palazzo che si affaccia proprio su piazza San Francesco e la cupola con lucernario che si può notare dallo scalone interno del palazzo.
La facciata principale colpisce per la geometricità della forme in perfetto stile neoclassico con mensole e timpani.
All’interno sono presenti decorazioni pittoriche neoclassiche del fiorentino Paolo Sarti, molto simili a quelle presenti nella biblioteca Roncioniana. I soggetti raffigurati sono biblici e mitologici, ma l’aria che si respira è piuttosto di una borghesia desiderosa di una dimora che esprimesse il prestigio della famiglia, e che fosse allo stesso tempo accogliente e senza inutili sfarzi.